# ۶۱ (پیش از میلاد)
۶۱ (پیش از میلاد) ۶۱مین سال قبل از تقویم میلادی است.